# Wild Frontier
Wild Frontier es el séptimo álbum de estudio del guitarrista norirlandés de blues rock y hard rock Gary Moore, publicado en 1987 por el sello Virgin Records. A pesar de que se aleja del heavy metal, es uno de los trabajos más exitosos del fallecido músico. Por otro lado, el disco está dedicado al amigo de Gary y líder de Thin Lizzy Phil Lynott que murió en 1986, por ello en la parte posterior de la portada original dice For Phillip.
Dentro de las líricas de los temas están basados principalmente en la cultura de Irlanda e incluso en algunos posee claras influencias de la música celta. Obtuvo el puesto 8 en los UK Albums Chart del Reino Unido y alcanzó el lugar 139 en los Billboard 200 de los Estados Unidos. Tan solo un mes después de su lanzamiento fue certificado con disco de plata por la British Phonographic Industry, tras superar las 60 000 copias vendidas.
Para promocionarlo fueron lanzados cuatro temas como sencillos, entre ellos «Over the Hills and Far Away» que obtuvo el lugar 20 en los UK Singles Chart y el cover del tema «Friday on My Mind» de la banda australiana The Easybeats que llegó al puesto 26 en la misma lista.
Todas las baterías de las canciones fueron creadas con una caja de ritmos, lo que generó algunas discusiones entre Gary y el bajista Bob Daisley por la ausencia de un baterista como tal. Cabe señalar que el programador de esta caja no fue incluido en los créditos del álbum.

## Lista de canciones
Todas las canciones escritas por Gary Moore

| N.º | Título                                       | Escritor(es)              | Duración |  |
| 1.  | «Over the Hills and Far Away»                |                           | 5:20     |  |
| 2.  | «Wild Frontier»                              |                           | 4:14     |  |
| 3.  | «Take a Little Time»                         |                           | 4:05     |  |
| 4.  | «The Loner» (instrumental)                   | Moore, Max Middleton      | 5:54     |  |
| 5.  | «Friday on My Mind» (cover de The Easybeats) | George Young, Harry Vanda | 4:11     |  |
| 6.  | «Strangers in the Darkness»                  | Moore, Carter             | 4:38     |  |
| 7.  | «Thunder Rising»                             | Moore, Carter             | 5:43     |  |
| 8.  | «Johnny Boy»                                 |                           | 3:15     |  |

| Pistas adicionales en formato CD |                                               |          |  |
| N.º                              | Título                                        | Duración |  |
| 9.                               | «Over the Hills and Far Away» (larga versión) | 7:16     |  |
| 10.                              | «Wild Frontier» (versión sencillo de 12")     | 6:38     |  |
| 11.                              | «Crying in the Shadows»                       | 5:01     |  |

| Pistas adicionales en remasterización de 2002 |                                               |          |  |
| N.º                                           | Título                                        | Duración |  |
| 12.                                           | «The Loner» (versión extendida)               | 7:16     |  |
| 13.                                           | «Friday on My Mind» (versión sencillo de 12") | 6:15     |  |
| 14.                                           | «Out in the Fields» (en vivo)                 | 5:28     |  |

## Músicos
- Gary Moore: voz, guitarra líder y coros
- Neil Carter: guitarra rítmica, teclados y coros
- Bob Daisley: bajo